# Ronde van de Verenigde Arabische Emiraten 2019
De Ronde van de Verenigde Arabische Emiraten 2019 (Engels: UAE Tour) was de eerste editie van deze etappekoers in de Verenigde Arabische Emiraten. Het was een samenvoeging van de eerder bestaande Ronde van Dubai en Ronde van Abu Dhabi. De wedstrijd werd tussen 24 februari en 2 maart verreden en maakte deel uit van de UCI World Tour 2019.

## Deelnemende ploegen
Er mochten 20 ploegen deelnemen; 18 ploegen rechtstreeks uit de UCI World Tour en twee via wildcards van het ProContinentale niveau: Gazprom-RusVelo en Team Novo Nordisk. Iedere ploeg mocht 7 renners opstellen, wat het totaal aantal renners op 140 bracht.
| 18 UCI World Tour-ploegen | 18 UCI World Tour-ploegen | 18 UCI World Tour-ploegen | wildcards         |
| ------------------------- | ------------------------- | ------------------------- | ----------------- |
| AG2R La Mondiale          | EF Education First        | Team INEOS                | Gazprom-RusVelo   |
| Astana Pro Team           | Groupama-FDJ              | Team Jumbo-Visma          | Team Novo Nordisk |
| Bahrain-Merida            | Lotto Soudal              | Team Katjoesja Alpecin    |                   |
| BORA-hansgrohe            | Movistar Team             | Team Sunweb               |                   |
| CCC Team                  | Mitchelton-Scott          | Trek-Segafredo            |                   |
| Deceuninck–Quick-Step     | Team Dimension Data       | UAE Team Emirates         |                   |
|                           |                           |                           |                   |
|                           |                           |                           |                   |

## Etappe-overzicht
| Etappe | Datum       | Start - Finish                                | Afstand | Type           | Winnaar            | Klassementsleider |
| ------ | ----------- | --------------------------------------------- | ------- | -------------- | ------------------ | ----------------- |
| 1      | 24 februari | Al Hudayriat – Al Hudayriat                   | 16 km   | Ploegentijdrit | Team Jumbo-Visma   | Primož Roglič     |
| 2      | 25 februari | Yas – Abu Dhabi                               | 184 km  | Vlakke rit     | Fernando Gaviria   | Primož Roglič     |
| 3      | 26 februari | United Arab Emirates University – Jebel Hafit | 179 km  | Heuvelrit      | Alejandro Valverde | Primož Roglič     |
| 4      | 27 februari | Palm Jumeirah – Hatta Dam                     | 205 km  | Heuvelrit      | Caleb Ewan         | Primož Roglič     |
| 5      | 28 februari | Khor Fakkan – Khor Fakkan                     | 181 km  | Vlakke rit     | Elia Viviani       | Primož Roglič     |
| 6      | 1 maart     | Ajman - Jebel Jais                            | 175 km  | Bergrit        | Primož Roglič      | Primož Roglič     |
| 7      | 2 maart     | Dubai Safari Park – Dubai                     | 145 km  | Vlakke rit     | Sam Bennett        | Primož Roglič     |

### Uitslag
| Plaats    | Naam               | Ploeg                 | tijd      |
| --------- | ------------------ | --------------------- | --------- |
| Rode trui | Primož Roglič      | Team Jumbo-Visma      | 26u27'29" |
| 2         | Alejandro Valverde | Movistar Team         | + 31"     |
| 3         | David Gaudu        | Groupama-FDJ          | + 44"     |
| 4         | Emanuel Buchmann   | BORA-hansgrohe        | + 56"     |
| 5         | Wilco Kelderman    | Team Sunweb           | + 1'04"   |
| 6         | Tom Dumoulin       | Team Sunweb           | + 1'08"   |
| 7         | Daniel Martin      | UAE Team Emirates     | + 1'11"   |
| 8         | James Knox         | Deceuninck–Quick-Step | + 1'11"   |
| 9         | Laurens De Plus    | Team Jumbo-Visma      | + 1'45"   |
| 10        | Michał Kwiatkowski | Team Sky              | + 1'49"   |

## Klassementenverloop
| Etappe       | Winnaar            | Algemeen klassement · | Puntenklassement · | Jongerenklassement · | Tussensprint ·   |
| ------------ | ------------------ | --------------------- | ------------------ | -------------------- | ---------------- |
| 1            | Team Jumbo-Visma   | Primož Roglič         | niet uitgereikt    | Laurens De Plus      | niet uitgereikt  |
| 2            | Fernando Gaviria   | Primož Roglič         | Fernando Gaviria   | Laurens De Plus      | Stepan Koerjanov |
| 3            | Alejandro Valverde | Primož Roglič         | Stepan Koerjanov   | David Gaudu          | Stepan Koerjanov |
| 4            | Caleb Ewan         | Primož Roglič         | Stepan Koerjanov   | David Gaudu          | Stepan Koerjanov |
| 5            | Elia Viviani       | Primož Roglič         | Stepan Koerjanov   | David Gaudu          | Stepan Koerjanov |
| 6            | Primož Roglič      | Primož Roglič         | Stepan Koerjanov   | David Gaudu          | Stepan Koerjanov |
| 7            | Sam Bennett        | Primož Roglič         | Elia Viviani       | David Gaudu          | Stepan Koerjanov |
| 0Eindstanden | 0Eindstanden       | Primož Roglič         | Elia Viviani       | David Gaudu          | Stepan Koerjanov |